# Sancha Afonso de Portugal
Sancha Afonso de Portugal ou Sancha de Portugal (24 de novembro de 1157 - depois de março de 1167 ou provavelmente em 14 de fevereiro de 1168) foi uma infanta de Portugal, sétima e última filha de Afonso I de Portugal e de Mafalda de Sabóia. Sancha é citada em documentos de 1159, 1166 e março de 1167, registando o livro dos Óbitos de Santa Cruz que faleceu a 14 de fevereiro, sem indicar o ano.